# Apospasta cailloisi
Apospasta cailloisi är en fjärilsart som beskrevs av François Louis Nompar de Caumont de Laporte 1984. Apospasta cailloisi ingår i släktet Apospasta och familjen nattflyn. Inga underarter finns listade i Catalogue of Life.